# 田辺陽子
田辺 陽子（たなべ ようこ、1966年1月28日 - ）は、日本の柔道家（五段）。東京都出身。日本大学法学部教授（体育）。身長173cm。得意技は大内刈と寝技。

## 来歴
練馬区立開進第四中学校から東京都立駒場高等学校へ進学、高校時は陸上部に所属し、やり投でインターハイで8位に入賞する。3年次の授業で柔道と出会い、講道館に通い始めた。陸上推薦で進学した東京女子体育大学を中退後に日本大学に進学してからは本格的に柔道に打ち込み、1986年には全日本体重別選手権で優勝（以後1992年まで7連覇）、翌1987年には女子柔道の日本一を決める全日本選手権で優勝（以後1992年まで6連覇）を果たし、女子柔道界のトップ選手として君臨していく。現役時代はベンチプレスで120kgを記録した。
大学卒業後は女子柔道の名門ミキハウスに就職、72kg級のエースとしてオリンピックや世界選手権を始めとする国際大会で活躍し、多くのメダルを獲得する。1992年バルセロナオリンピック後に一旦引退を表明し筑波大学で大学院生活に専念するも、オリンピック決勝戦で敗れた悔しさから復帰。1996年の全日本体重別選手権では優勝し同年のアトランタオリンピックへの出場を獲得する。オリンピックではブランクや膝の怪我にもかかわらず銀メダルを獲得し、田辺はこれを最後に現役生活にピリオドを打った。
現在は日本大学法学部教授、また日本大学女子柔道部の監督として後進の指導に当たっている。
日本オリンピアンズ協会の理事、アンチドーピング会議の会員も務めている。
2013年2月には文部科学省の中央教育審議会委員に選出された。さらに6月には全日本柔道連盟の理事に谷亮子、北田典子とともに女性として初めて起用されることになった。田辺はその際に「スピード感を持って取り組むことが一番大事。女性として新しい風を組織の中に入れながら改革を進めたいと思っております」と決意を語った。8月には選手の意見を組織運営に反映させる目的で全柔連が新設した、アスリート委員会の委員長に選出されることになった。

## 主な成績
- 1985年：第3回福岡国際大会（72kg級） 優勝
- 1986年4月：皇后盃全日本女子柔道選手権大会 3位
- 1986年10月：世界柔道選手権大会（72kg級） 1回戦敗退
- 1986年：全日本選抜柔道体重別選手権大会（72kg級） 優勝
- 1987年：第5回福岡国際大会（無差別級） 優勝
- 1987年4月：皇后盃全日本女子柔道選手権大会 優勝
- 1987年11月：世界柔道選手権大会（72kg級） 3位
- 1987年：全日本選抜柔道体重別選手権大会（72kg級） 優勝
- 1988年4月：皇后盃全日本女子柔道選手権大会 優勝
- 1988年9月：ソウルオリンピック（72kg級） 3位
- 1988年：全日本選抜柔道体重別選手権大会（72kg級） 優勝
- 1988年：第3回福岡国際大会（72kg級） 優勝
- 1989年4月：皇后盃全日本女子柔道選手権大会 優勝
- 1989年10月：世界柔道選手権大会（72kg級） 2位、（無差別級） 3位
- 1989年：全日本選抜柔道体重別選手権大会（72kg級） 優勝
- 1989年：フランス国際柔道大会 優勝
- 1989年：第3回福岡国際大会（72kg級） 優勝
- 1990年4月：皇后盃全日本女子柔道選手権大会 優勝
- 1990年：全日本選抜柔道体重別選手権大会（72kg級） 優勝
- 1990年：フランス国際柔道大会 優勝
- 1990年：第3回福岡国際大会（72kg級） 優勝
- 1991年4月：皇后盃全日本女子柔道選手権大会 優勝
- 1991年7月：世界柔道選手権大会（72kg級） 準優勝
- 1991年：全日本選抜柔道体重別選手権大会（72kg級） 優勝
- 1991年：第3回福岡国際大会（72kg級） 優勝
- 1992年4月：皇后盃全日本女子柔道選手権大会 優勝
- 1992年7月：バルセロナオリンピック（72kg級） 準優勝
- 1992年：全日本選抜柔道体重別選手権大会（72kg級） 優勝
- 1995年9月：世界柔道選手権大会（72kg級） 3位
- 1995年：全日本選抜柔道体重別選手権大会（72kg級） 準優勝
- 1996年3月：全日本選抜柔道体重別選手権大会（72kg級） 優勝
- 1996年7月：アトランタオリンピック（72kg級） 準優勝